# 角板山
角板山位於台灣桃園市復興區澤仁里，標高639公尺。

## 地名由來
有以下说法：
1. 1886年劉銘傳於當地視察，見大嵙崁溪兩岸河階地行如三角板，遂取名為角板山。[1]
2. 清末稱此地夾板山，這座山在泰雅語名字為Pyasan，意思是物品交易的場所。 另一說是泰雅語Pyasan(北亞山)，源出於一位泰雅族部落的頭目的名字，清末他為抵抗清軍的攻擊奮戰而亡，族人以其名紀念之。[2]
3. 日治時代，總督府征服當地的原住民，將地名改為「腳板山」，示腳踏之板的蔑稱。從日治時期才出現的角板山一詞來看，所謂劉銘傳命名的說法，或為訛傳。[2]但是，1899年的「台灣協會會報」以假名標註角板山的讀音為台語的「カッバンソァン」，可知角板山之名在總督府理蕃之前的1899年已經存在。又，「腳踏板」亦非日文詞彙。[3]

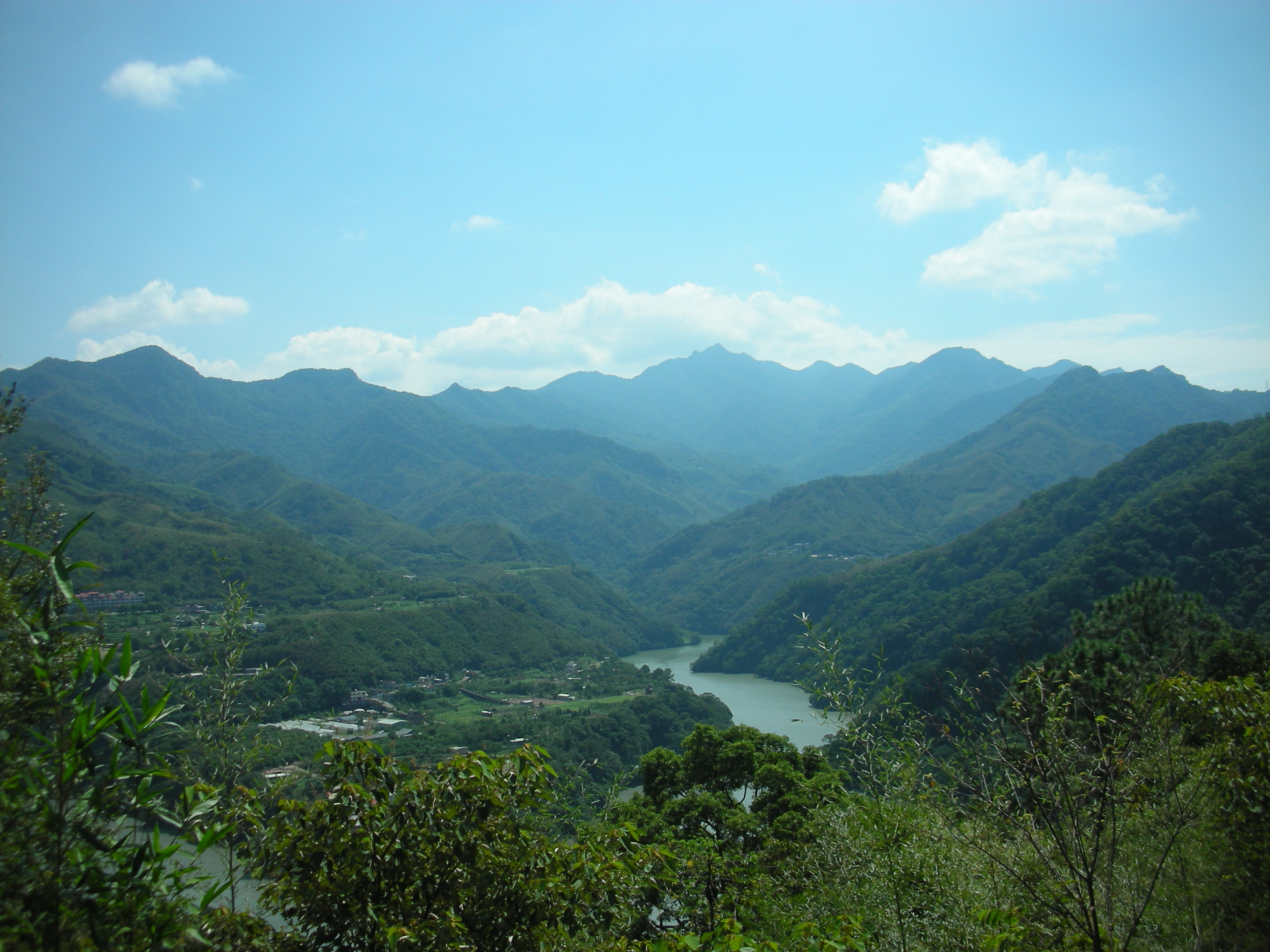
角板山南面溪口台地

## 特色
- 日治時期1912-1914年間之金雞納樹試植

1914年(大正3年)農業試驗所川上瀧彌將金雞納樹苗於北投、角板山等六處作第一階段移植。1917年調查，角板山之金雞納樹因霜害全數枯死。 但移植試驗前， 川上曾經分部分幼苗給角板山駐在所之巡查種植於宿舍， 結果竟發育良好。
- 角板山公園有兩處蔣公行館，分別為角板山貴賓館和角板山行館。

## 外部連結
- YouTube上的《角板山交易所 1930 Movietone Invades Wilds of Far East. (1930)》